# Ponavljalnik
Ponavljalnik (angleški naziv repeater) je telekomunikacijska naprava, katere naloga je ojačanje in regeneriranje bitnih signalov, ki slabijo vzdolž prenosnega medija. Tako ponavljalnik vzdržuje popolnost signalov ali pa pretvorbo signala na prehodu, na primer med bakrenim in optičnim prenosnim medijem. Z njegovo pomočjo lahko premostimo večje zemljepisne razdalje.
Deluje kot skupna točka ožičenja in v njo prihajajo podatki iz več smeri, iz nje pa se pošiljajo podatki v vse ostale smeri.
Deluje na fizičnem nivoju ISO OSI modela, zaradi česar ne pregleduje podatkovnih paketov, ki jih prejema, niti ni seznanjen z naslavljanjem paketov. Rezultat tega je, da ne upočasnjuje toka podatkov. Z večanjem števila uporabnikov na preklopniku se povečuje tudi število trkov, ker ponavljalnik ne pregleduje prometa na ostalih segmentih.